# Amylostereum areolatum
Amylostereum areolatum är en svampart som först beskrevs av Chaillet ex Fr., och fick sitt nu gällande namn av Boidin 1958. Enligt Catalogue of Life ingår Amylostereum areolatum i släktet Amylostereum,  och familjen Amylostereaceae, men enligt Dyntaxa är tillhörigheten istället släktet Amylostereum,  och familjen Stereaceae. Arten är reproducerande i Sverige. Inga underarter finns listade i Catalogue of Life.

## Källor

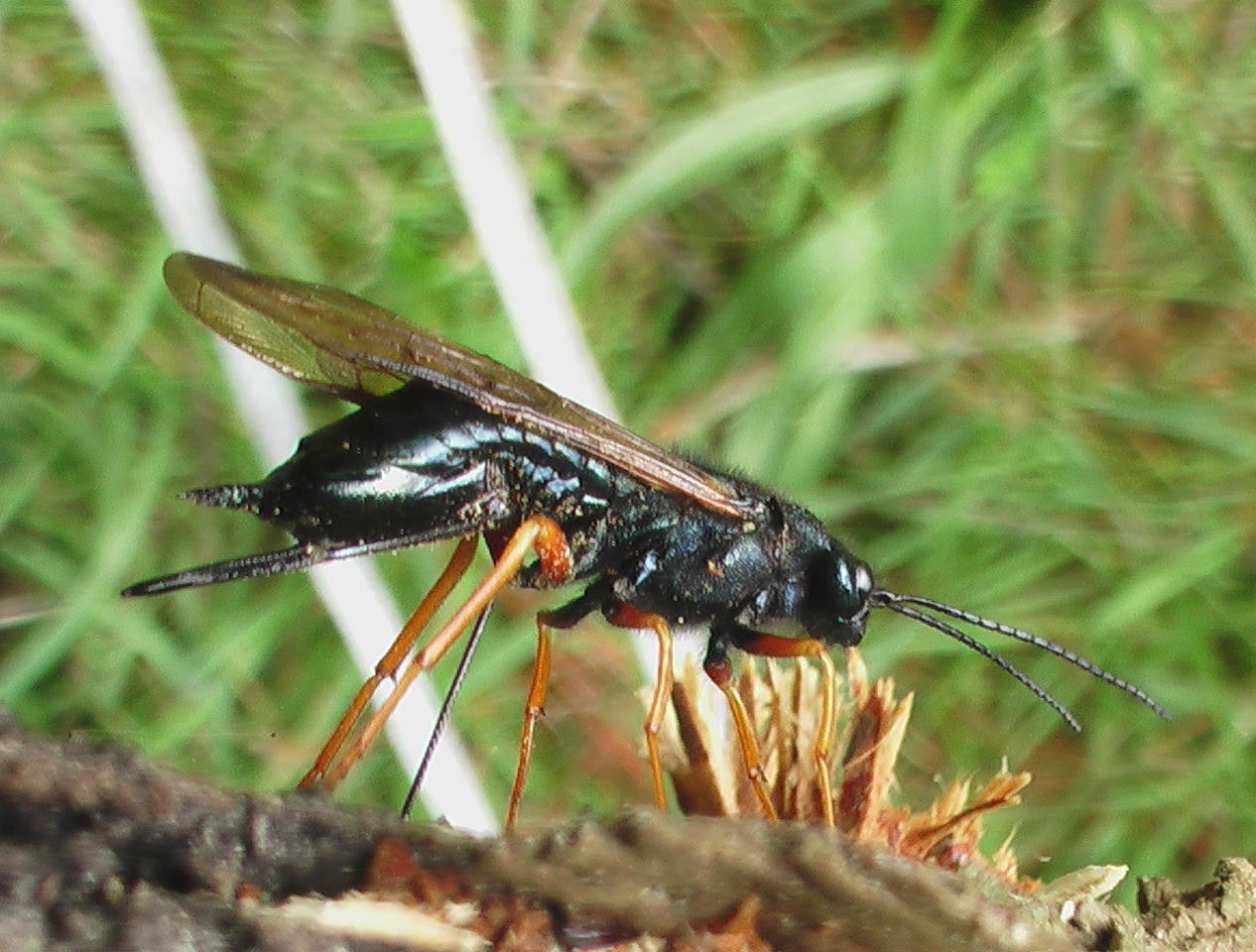
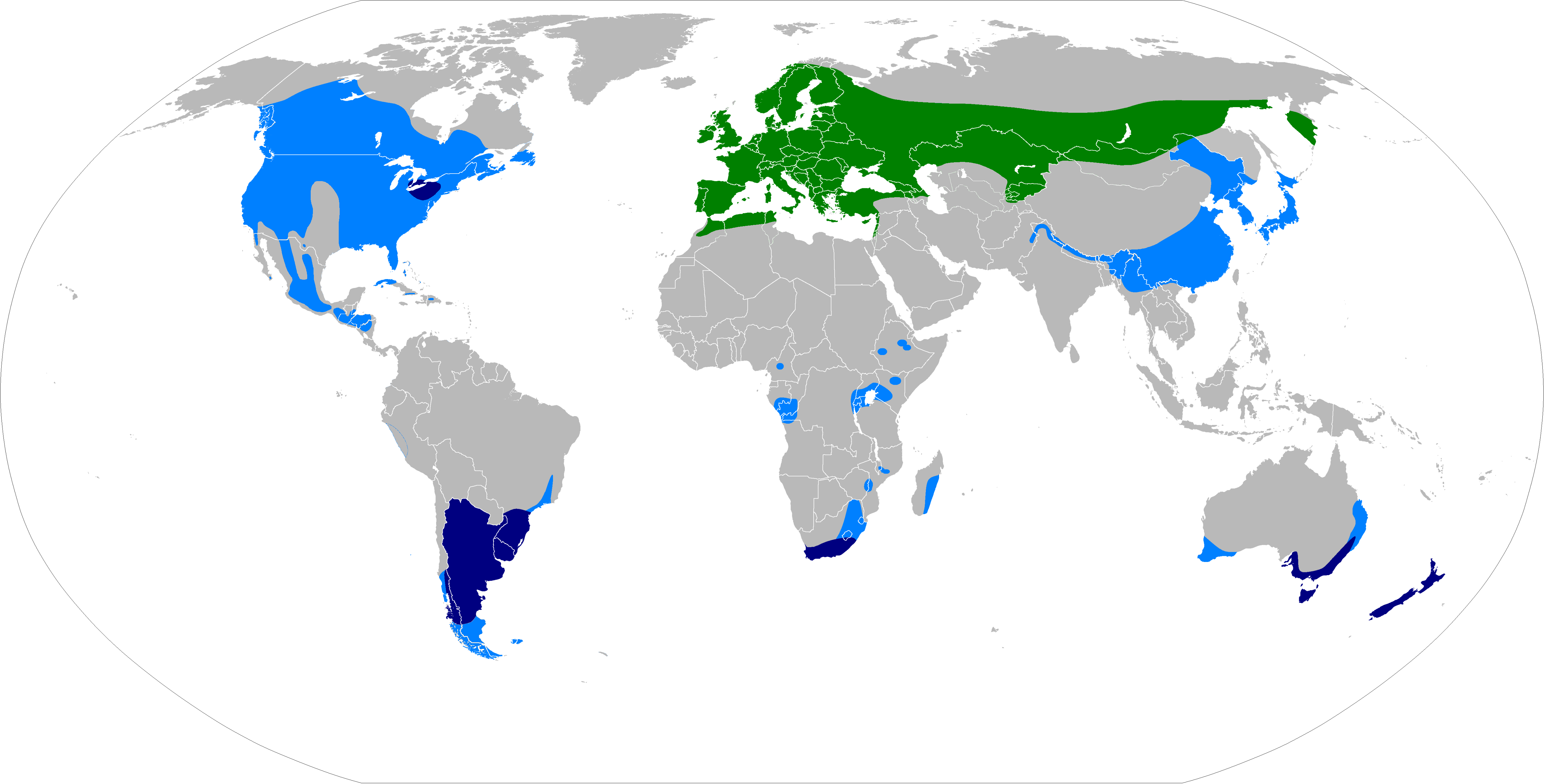
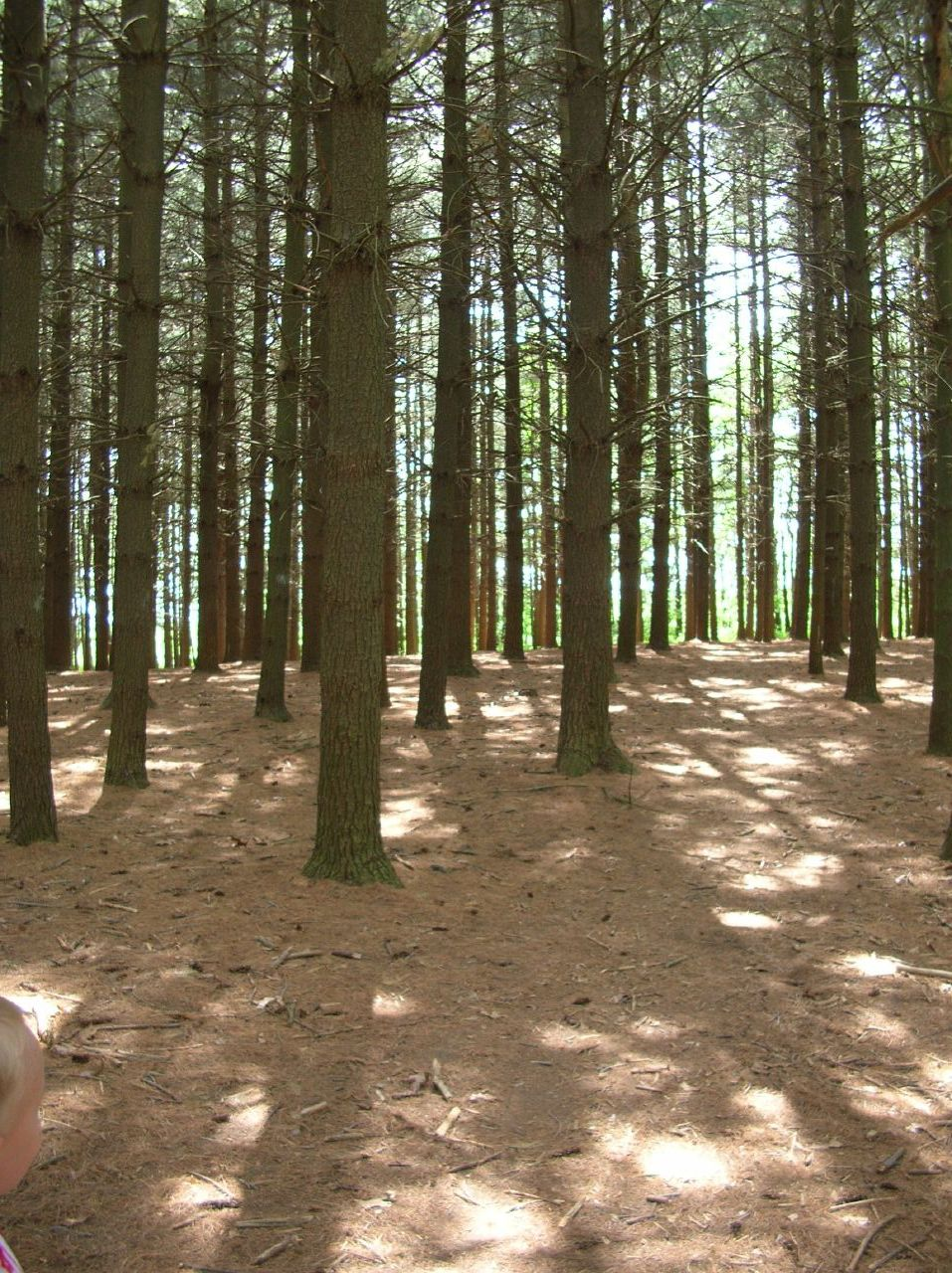
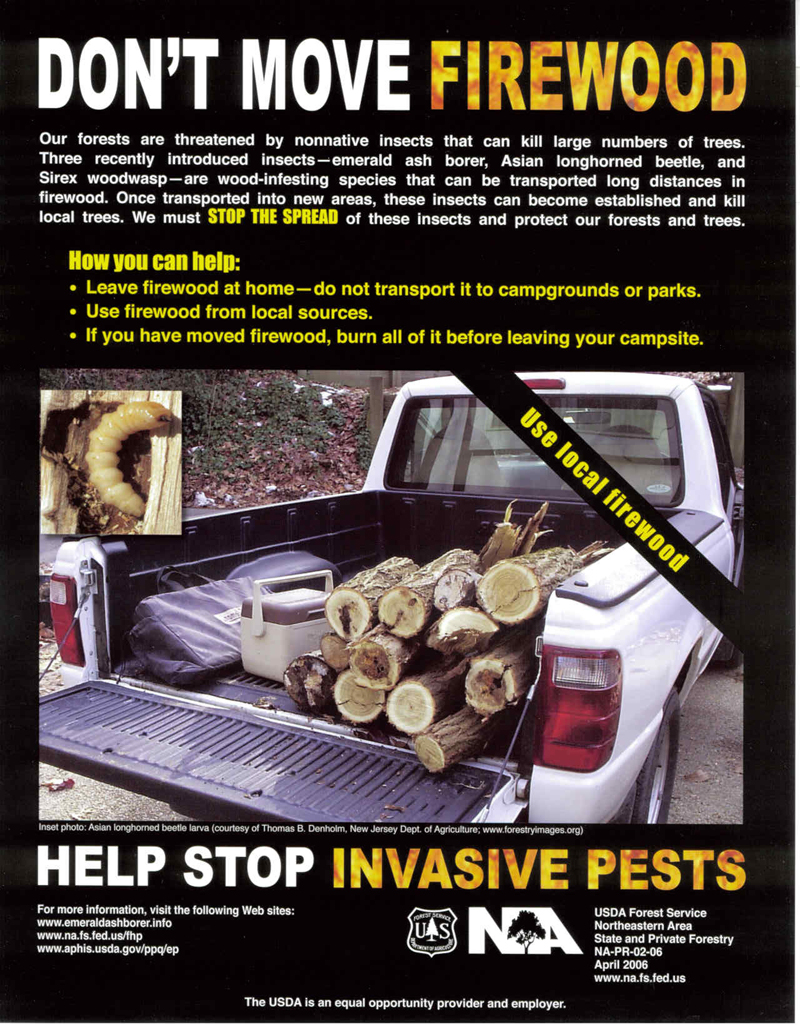